# 시투긴퉁 댐
시투긴퉁(순다어:Situ Gintung)은 인도네시아 탕게랑 주의 시렌두 시 근처의 인공 호수다. 이것은 16m 높이의 댐으로서 1933년 네덜란드 식민지 공사에 의해 건설되었다. 2009년 3월 27일 이 댐이 붕괴되었고, 홍수의 결과로 적어도 99명의 사람이 죽었다.

## 역사
이 호수와 댐은 탕게랑 주, 시푸타트 내의 시렌두의 교외 안에 위치해 있다. 1933년 네덜란드 식민지 공사에 의해 16m 높이로 건설된 댐이다. 이것은 16m 높이의 조밀한 벽과 적어도 2,000,000 입방의 물을 보유하는 저수지로 이루어져 있다. 기존의 댐의 사용은 도시 개발에 의해 대체된 쌀농사의 관개를 위해 물을 보유하는 것이었다. 그러나 댐 근처에 사는 사람들은 과거의 누수에 대해서 불평해왔다. 댐은 실제로 2008년 11월에 갈라진 틈이 있었지만 피해를 입히진 않았다. 댐이 건설된 이래로 보수관리가 자주 이루어지지 않았던 것으로 생각된다.